# 72-й меридіан західної довготи
72-й меридіан західної довготи — лінія довготи, що лежить на 72 градуси західніше Гринвіцького меридіана. Вона проходить від Північного полюса через Північний Льодовитий океан, Північну Америку, Атлантичний океан, Південну Америку, Тихий океан, Південний океан та Антарктиду до Південного полюса.
72-й меридіан західної довготи формує велике коло разом із 108-мим меридіаном східної довготи.

## Список географічних об'єктів, що перетинає 72° зх. д.
Починаючи на Північному полюсі та рухаючись до Південного полюса, 72-й меридіан західної довготи проходить через:
| Координати                                                 | Країна, територія або море | Примітки                                                                                       |
| ---------------------------------------------------------- | -------------------------- | ---------------------------------------------------------------------------------------------- |
| 90°0′ пн. ш. 72°0′ зх. д. / 90.000° пн. ш. 72.000° зх. д.  | Північний Льодовитий океан |                                                                                                |
| 83°6′ пн. ш. 72°0′ зх. д. / 83.100° пн. ш. 72.000° зх. д.  | Канада                     | Нунавут — проходить через острів Елсмір                                                        |
| 79°41′ пн. ш. 72°0′ зх. д. / 79.683° пн. ш. 72.000° зх. д. | Протока Нерса              |                                                                                                |
| 78°33′ пн. ш. 72°0′ зх. д. / 78.550° пн. ш. 72.000° зх. д. | Гренландія                 | Проходить через Землю Інглфілда[en]                                                            |
| 77°54′ пн. ш. 72°0′ зх. д. / 77.900° пн. ш. 72.000° зх. д. | Море Баффіна               |                                                                                                |
| 77°26′ пн. ш. 72°0′ зх. д. / 77.433° пн. ш. 72.000° зх. д. | Канада                     | Нунавут — проходить через острів Кіатак[en]                                                    |
| 77°18′ пн. ш. 72°0′ зх. д. / 77.300° пн. ш. 72.000° зх. д. | Море Баффіна               |                                                                                                |
| 71°34′ пн. ш. 72°0′ зх. д. / 71.567° пн. ш. 72.000° зх. д. | Канада                     | Нунавут — проходить через Баффінову Землю та острів Кікіктаалук[en]                            |
| 63°23′ пн. ш. 72°0′ зх. д. / 63.383° пн. ш. 72.000° зх. д. | Гудзонова протока          |                                                                                                |
| 61°52′ пн. ш. 72°0′ зх. д. / 61.867° пн. ш. 72.000° зх. д. | Канада                     | Нунавут — проходить через острів Уельс[en]                                                     |
| 61°51′ пн. ш. 72°0′ зх. д. / 61.850° пн. ш. 72.000° зх. д. | Гудзонова протока          |                                                                                                |
| 61°41′ пн. ш. 72°0′ зх. д. / 61.683° пн. ш. 72.000° зх. д. | Канада                     | Квебек – проходить західніше Шербрука                                                          |
| 45°0′ пн. ш. 72°0′ зх. д. / 45.000° пн. ш. 72.000° зх. д.  | США                        | Вермонт Нью-Гемпшир Массачусетс Коннектикут                                                    |
| 41°31′ пн. ш. 72°0′ зх. д. / 41.517° пн. ш. 72.000° зх. д. | Атлантичний океан          | Протока Фішерс-Айленд                                                                          |
| 41°17′ пн. ш. 72°0′ зх. д. / 41.283° пн. ш. 72.000° зх. д. | США                        | Нью-Йорк – проходить через острів Фішерс-Айленд                                                |
| 41°15′ пн. ш. 72°0′ зх. д. / 41.250° пн. ш. 72.000° зх. д. | Атлантичний океан          | Протока Блок-Айленд[en]                                                                        |
| 41°3′ пн. ш. 72°0′ зх. д. / 41.050° пн. ш. 72.000° зх. д.  | США                        | Нью-Йорк – проходить через острів Лонг-Айленд                                                  |
| 41°1′ пн. ш. 72°0′ зх. д. / 41.017° пн. ш. 72.000° зх. д.  | Атлантичний океан          |                                                                                                |
| 21°58′ пн. ш. 72°0′ зх. д. / 21.967° пн. ш. 72.000° зх. д. | Острови Теркс і Кайкос     | Проходить через острів Північний Кайкос[en]                                                    |
| 21°54′ пн. ш. 72°0′ зх. д. / 21.900° пн. ш. 72.000° зх. д. | Атлантичний океан          |                                                                                                |
| 19°42′ пн. ш. 72°0′ зх. д. / 19.700° пн. ш. 72.000° зх. д. | Гаїті                      | Проходить через острів Гаїті                                                                   |
| 18°38′ пн. ш. 72°0′ зх. д. / 18.633° пн. ш. 72.000° зх. д. | Домініканська Республіка   | Проходить через острів Гаїті — приблизно на 1 км                                               |
| 18°37′ пн. ш. 72°0′ зх. д. / 18.617° пн. ш. 72.000° зх. д. | Гаїті                      | Проходить через острів Гаїті                                                                   |
| 18°12′ пн. ш. 72°0′ зх. д. / 18.200° пн. ш. 72.000° зх. д. | Карибське море             |                                                                                                |
| 12°15′ пн. ш. 72°0′ зх. д. / 12.250° пн. ш. 72.000° зх. д. | Колумбія                   |                                                                                                |
| 11°35′ пн. ш. 72°0′ зх. д. / 11.583° пн. ш. 72.000° зх. д. | Венесуела                  | Проходить через озеро Маракайбо                                                                |
| 7°1′ пн. ш. 72°0′ зх. д. / 7.017° пн. ш. 72.000° зх. д.    | Колумбія                   |                                                                                                |
| 2°21′ пд. ш. 72°0′ зх. д. / 2.350° пд. ш. 72.000° зх. д.   | Перу                       |                                                                                                |
| 4°38′ пд. ш. 72°0′ зх. д. / 4.633° пд. ш. 72.000° зх. д.   | Бразилія                   | Амазонас Акрі                                                                                  |
| 10°0′ пд. ш. 72°0′ зх. д. / 10.000° пд. ш. 72.000° зх. д.  | Перу                       | Проходить західніше Куско                                                                      |
| 17°2′ пд. ш. 72°0′ зх. д. / 17.033° пд. ш. 72.000° зх. д.  | Тихий океан                |                                                                                                |
| 34°7′ пд. ш. 72°0′ зх. д. / 34.117° пд. ш. 72.000° зх. д.  | Чилі                       | Приблизно на 6 км                                                                              |
| 34°11′ пд. ш. 72°0′ зх. д. / 34.183° пд. ш. 72.000° зх. д. | Тихий океан                |                                                                                                |
| 34°22′ пд. ш. 72°0′ зх. д. / 34.367° пд. ш. 72.000° зх. д. | Чилі                       |                                                                                                |
| 42°9′ пд. ш. 72°0′ зх. д. / 42.150° пд. ш. 72.000° зх. д.  | Аргентина                  |                                                                                                |
| 43°2′ пд. ш. 72°0′ зх. д. / 43.033° пд. ш. 72.000° зх. д.  | Чилі                       |                                                                                                |
| 44°46′ пд. ш. 72°0′ зх. д. / 44.767° пд. ш. 72.000° зх. д. | Аргентина                  | Приблизно на 14 км                                                                             |
| 44°54′ пд. ш. 72°0′ зх. д. / 44.900° пд. ш. 72.000° зх. д. | Чилі                       |                                                                                                |
| 47°19′ пд. ш. 72°0′ зх. д. / 47.317° пд. ш. 72.000° зх. д. | Аргентина                  |                                                                                                |
| 51°49′ пд. ш. 72°0′ зх. д. / 51.817° пд. ш. 72.000° зх. д. | Чилі                       | Приблизно на 12 км                                                                             |
| 51°56′ пд. ш. 72°0′ зх. д. / 51.933° пд. ш. 72.000° зх. д. | Аргентина                  | Приблизно на 3 км                                                                              |
| 51°58′ пд. ш. 72°0′ зх. д. / 51.967° пд. ш. 72.000° зх. д. | Чилі                       | Проходить через материк, острів Рієско та півострів Брансвік                                   |
| 53°42′ пд. ш. 72°0′ зх. д. / 53.700° пд. ш. 72.000° зх. д. | Магелланова протока        |                                                                                                |
| 53°54′ пд. ш. 72°0′ зх. д. / 53.900° пд. ш. 72.000° зх. д. | Чилі                       | Проходить через острови Кларенс[en], Вогняна Земля і Лондон[en]                                |
| 54°43′ пд. ш. 72°0′ зх. д. / 54.717° пд. ш. 72.000° зх. д. | Тихий океан                |                                                                                                |
| 60°0′ пд. ш. 72°0′ зх. д. / 60.000° пд. ш. 72.000° зх. д.  | Південний океан            |                                                                                                |
| 69°2′ пд. ш. 72°0′ зх. д. / 69.033° пд. ш. 72.000° зх. д.  | Антарктида                 | Проходить через Землю Олександра I та материк — претендують Аргентина, Чилі та Велика Британія |